# Nigel Bennett
Nigel Bennett est un acteur britannique, né le 19 novembre 1949 à Wolverhampton (Royaume-Uni).

## Filmographie

### Télévision
- 1983 : Reilly: The Ace of Spies (feuilleton TV) : Port Official's Assistant
- 1984 : Eh Brian! It's a Whopper (série télévisée) : Pêcheur
- 1985 : Gulag (TV) : Lubyanka Guard #1
- 1987 : Le Mystère de la baie (Bay Coven) (TV) : M. Bob Holden n°1
- 1987 : A Child's Christmas in Wales (TV) : Père (passé)
- 1989 : Passion and Paradise (TV) : Lieutenant Johnny Douglas
- 1990 : Hitler's Daughter de James A. Contner (téléfilm) : Berger
- 1992 : The Women of Windsor (TV) : Lawson
- 1993 : Dieppe (TV) : Baillie-Grohman
- 1993 : Hurricanes (série télévisée) (voix)
- 1993 : Abus de confiance (Shattered Trust: The Shari Karney Story) (TV)
- 1994 : Race to Freedom: The Underground Railroad (TV) : Levi Coffin
- 1994 : Le pouvoir de l'illusion (I Know My Son Is Alive) (TV) : Eisner
- 1994 : Ultime trahison (Ultimate Betrayal) (TV) : Steve
- 1994 : Model by Day (TV) : Nicholai
- 1994 : Madonna: Innocence Lost (TV) : Bennett
- 1995 : Entre l'amour et l'honneur (Between Love & Honor) (TV) : Large Man
- 1995 : Love and Betrayal: The Mia Farrow Story (TV) : John Farrow
- 1995 : Fausse piste (The Shamrock Conspiracy) (TV) : Dennis Malloy
- 1995 : Friends at Last (TV) : Teddy
- 1995 : Harrison Bergeron (TV) : Dr Eisenstock
- 1995 : Action Man (série télévisée) (voix)
- 1995 : Cagney & Lacey: The View Through the Glass Ceiling (TV) : Agent du Trésor Whittlesy
- 1995 : Au bénéfice du doute (Degree of Guilt) (TV) : Victor Salinas
- 1995 : Where's the Money, Noreen? (TV) : Briscoll
- 1996 : Ed McBain's 87th Precinct: Ice (TV) : Frère Anthony
- 1996 : Star Command (TV) : Cyno Commander
- 1996 : Gotti (TV) : Bruce Mouw
- 1996 : Her Desperate Choice (TV) : Raskin, détective privé
- 1996 : Psi Factor, Les Chroniques du Paranormal (TV) : Frank Elsinger
- 1997 : Newton: A Tale of Two Isaacs (TV) : Sir Robert Hook
- 1997 : Inondations: Un fleuve en colère (Flood: A River's Rampage) (TV) : Harry
- 1997 : The Arrow (TV) : James (Jim) Floyd
- 1997 : Double vie (Lies He Told) (TV) : Commanding Officer
- 1997 : Any Mother's Son (TV) : Allan Schindler Père
- 1998 : Rescuers: Stories of Courage: Two Couples (TV) : Kurt (segment Aart and Johtje Vos)
- 1998 : Thanks of a Grateful Nation (TV) : Colonel Sanitsky
- 1998 : Naked City: A Killer Christmas (en) (TV) : Joseph Soloff
- 1999 : Frénésie mortelle (Vanished Without a Trace) (TV) : Davis
- 1999 : Different (TV) : Russell Talmadge
- 1999 : Les Petites surprises de la vie (Half a Dozen Babies) (TV) : David McLaughlin
- 2000 : The Crossing (TV) : Général Horatio Gates
- 2000 : Code Name Phoenix (TV) : Head of Marshall Service
- 2000 : Un rôle pour la vie (Catch a Falling Star) (TV) : Carter Hale
- 2000 : Anne of Green Gables: The Continuing Story (TV) : Fergus Keegan
- 2000 : The Chippendales Murder (TV) : Frank Ballard
- 2001 : A Town Without Christmas (TV)
- 2002 : The Pilot's Wife (TV) : Dick Somers
- 2002 : Too Young to Be a Dad (TV) : Dr Howell
- 2002 : Braquage au féminin (Widows) (feuilleton TV) : Harry Rawlins
- 2002 : La Patrouille fantôme (The Scream Team) (TV) : Warner
- 2002 : Interceptor Force 2 (TV) : Jack Bavaro
- 2002 : Le Cœur d'un autre (Heart of a Stranger) (TV) : Stan
- 2003 : Mrs. Ashboro's Cat (TV) : Riker
- 2003 : Contamination mortelle (Do or Die) (TV) : Ethan Grant
- 2003 : Martha, Inc.: The Story of Martha Stewart (TV) : Rat Bastard (Time-Warner CEO)
- 2003 : Face à son destin (Sex & the Single Mom) (TV) : Nick Gradwell
- 2003 : Rush of Fear (TV) : Shérif Lathrop
- 2003 : Shattered City: The Halifax Explosion (TV) : Capitaine From
- 2004 : Phantom Force (TV) : Jack Bavaro
- 2004 : Preuves d'innocence (Reversible Errors) (TV) : Talmadge Loman
- 2004 : La Voix de l'innocence (Plain Truth) (TV) : Jeremy Whitmore
- 2005 : Beach Girls (feuilleton TV) : Sam Emerson
- 2005 : Trudeau II: Maverick in the Making (feuilleton TV) : Brébeuf Professor
- 2006 : Affaires d'États (télésuite) : Colonel Charles McIntire
- 2006 : Confiance fatale (TV)
- 2008 : Mariée à tout prix (Bridal Fever) : Sam Panofsky
- 2011 : Les Enquêtes de Murdoch (série télévisée) : Commissaire Giles
- 2013 : L'Heure du crime (Time of Death) : Robert Loring

### Cinéma
- 1984 : Mission ninja (The Ninja Mission) : Second pilote d'hélicoptère
- 1988 : La Boutique de l'orfèvre (La Bottega dell'orefice) : Chorégraphe
- 1988 : The Outside Chance of Maximilian Glick : Derek Blackthorn
- 1990 : The Star Turn
- 1990 : Le Seul Témoin (Narrow Margin) : Jack Wootton
- 1992 : Passage of the Heart : Alan Spencer
- 1994 : Back in Action : Kasajian
- 1994 : Soft Deceit : Ed McCullough
- 1994 : Paint Cans : Bryson Vautour
- 1994 : Légendes d'automne (Legends of the Fall) : Asgaard
- 1995 : Brain Transplantation (Memory Run) de Allan A. Goldstein : Sladecker
- 1996 : Darkman 3 (Darkman III: Die Darkman Die) (vidéo) : Nico (homme de main de Rooker)
- 1997 : Sanctuary : Sénateur Stephen Macguire
- 1997 : Meurtre à la Maison-Blanche (Murder at 1600) : Agent Burton Cash
- 1998 : Les filles font la loi : Harvey Sawyer
- 1991 : Fievel au Far West
- 1996 : État de force
- 1998 : Pur et dur (One tough cop) : Inspecteur Bassie
- 1999 : Crashs en série (Free Fall) : Donald Caldwell
- 1999 : Mars à table! (Top of the Food Chain) : Michel O'Shea
- 2000 : The Skulls: société secrète (The Skulls) : Dr Rupert Whitney
- 2000 : Rats and Rabbits : Rocco
- 2001 : Phase IV : Sénateur Karnes
- 2002 : Cypher : Finster
- 2004 : Impact final (Post Impact) : Colonel Preston Waters
- 2004 : Heaven Is Empty : Docteur
- 2007 : Jeunes Mariés (Just Buried) : Chief Knickle